# Стренгобожице
Стренгобожи́це (пол. Stręgoborzyce) — село в Польше в сельской гмине Иголомя-Вавженьчице Краковского повета Малопольского воеводства.

## География
Село располагается в 3 км от административного центра гмины Вавженьчице и в 27 км от административного центра воеводства города Краков.
В 1975—1998 годах село входило в состав Краковского воеводства.

## Население
По состоянию на 2013 год в селе проживало 446 человек.
| 2010 | 2013 |
| ---- | ---- |
| 442  | 446  |

| Перепись  | Всего   | Всего | Женщины | Женщины | Мужчины | Мужчины |
| --------- | ------- | ----- | ------- | ------- | ------- | ------- |
| Единицы   | человек | %     | человек | %       | человек | %       |
| Население | 446     | 100   | 222     |         | 264     |         |